# 2004년 대한민국 병역 비리 사건
2004년 대한민국 병역 비리 사건은 신종 수법을 통해서 연예인들과 야구 선수들이 조직적으로 병역을 불법면제받은 사건을 말한다. 이 사건 이후 총 관련자 136명 중 43명이 구속되었고, 48명은 불구속 입건, 3년의 공소시효 지난 연루자 모두 재검 거쳐 재입대를 하였다. 병풍이라고도 한다.

## 사건 개요
2004년 9월 7일 서울지방경찰청 수사과는 프로 야구 선수 50명이 불법 병역 면제를 받거나 시도했으며, 이들 중 공소시효가 지나지 않은 선수들에 대해 처벌을 하겠다고 발표했다. 이후 32명의 선수가 구속되거나 구속 영장이 신청되었고, 24명이 불구속 입건되었다. KBO에서는 56명 전원에 대해서 중징계 처분을 내렸다.
이후 서울지방경찰청은 야구 선수들을 시작으로 연예인, 대학·프로야구, 일반인, 전국으로 확대하여 수사를 진행되었다. 10월 25일 경찰청은 수사 결과를 발표했는데 그중 송승헌, 신승환, 장혁, 한재석 등의 유명 연예인들이 포함되었다. 연예인들 중 신승환은 징역 8월을 선고받았고, 송승헌, 장혁, 한재석은 그해 11월 4일 재검을 받았다. 그 뒤 한재석은 11월 15일 공익근무요원에 입대하여 2007년 소집해제하였다. 송승헌과 장혁은 그 다음 날인 11월 16일 현역으로 군에 입대하여 2006년 제대하였다.
한편 야구 선수들은 모두 8개 구단 51명이 연루되었는데, 이들 모두 2004년 잔여경기 출장이 금지되어 시즌 아웃되었다. 그리고 이들을 포함하여 총 71명이 재검을 받았고 대부분 공익근무요원으로 입대하였다. 한편 병역 비리를 주도한 브로커 우 모와 김 모는 2001년부터 76명에게 병역을 면제시켜주는 조건으로 1인당 최고 7,000만원씩 총 42억여원을 받은 혐의로 구속됐다. 2004년 11월, 법원에서는 해당 야구선수들에게 징역 8월 ~ 10월의 실형을 선고했으며, 수형 후 복무할 것을 명했다.

## 프로 야구 구단별 상황
- 병역비리관련 출장 정지선수 (2004년 9월 21일 기준)

| 구단          | 구속                                           | 불구속                                         | 소환불응              | 계   |
| ------------- | ---------------------------------------------- | ---------------------------------------------- | --------------------- | ---- |
| 롯데 자이언츠 | 김장현, 서정호                                 | 변인재, 김주찬, 허준혁                         | 조성환                | 6명  |
| 현대 유니콘스 | 박우호, 박장희, 김민우                         | 정성훈, 신동민, 마일영                         |                       | 6명  |
| SK 와이번스   | 윤형국, 조진호, 윤현식                         | 이진영, 안용휘                                 | 채종범 (당시 입원 중) | 6명  |
| KIA 타이거즈  | 유동훈                                         | 이현곤                                         |                       | 2명  |
| 삼성 라이온즈 | 김현수, 정현욱, 오상민 박정환, 지승민, 현재윤  | 윤성환, 김형근, 이정호                         |                       | 9명  |
| 한화 이글스   | 신민기                                         | 마정길, 고상천, 조규수, 한상훈, 전경일, 조현수 |                       | 7명  |
| LG 트윈스     | 김광수, 김용우, 이경민, 김광회, 심수창, 양현석 | 손기현, 이동현, 전승남                         | 박용진                | 10명 |
| 두산 베어스   | 이재영                                         | 이재우, 노경은, 채상병, 김재호                 |                       | 6명  |

- 상단의 표에 있는 선수들 외에도 각 팀마다 그 당시 몇몇 비리에 연루된 선수들이 더 적발되어, 대부분 공익근무요원으로 복무를 마쳤다.

### LG 트윈스
이동현의 경우 부진했던 진필중을 대신하여 마무리로 썼을 정도로 LG에서는 중요한 중간계투진이었다. 이동현은 행정 소송을 제기하기도 했으나, 받아들여지지 않아 판결 후 수술로 재활하고 공익근무요원으로 복무했지만 부상이 악화되어 조기에 소집 해제되었다. 심수창은 구속되어 8개월형을 선고받고 2005년 재검에서 면제판정을 받았다.

### 두산 베어스
불펜진이 대거 연루되어 운용에 어려움을 겪었다. 이후 채상병, 이재우, 이재영은 곧바로 이듬해 입대하여 공익근무요원으로 군 복무를 마쳤고 유격수 손시헌은 조금 늦게 입대하여 2009년에 복귀했다. 반면 손시헌이 연루되었을 때 그의 친구였던 이종욱(당시 현대 소속)은 상무에서 복무 중이었다. 손시헌은 이후 법원에서 무죄를 선고받았다., 이재영은 소집 해제 후 2008년 6월에 LG 트윈스로 시즌 중에 트레이드되었다. 두산 베어스와 삼성 라이온즈가 병역비리 사건 때 피해가 큰 편이었다. 상단의 표에 없지만 이 사건에 베테랑 투수인 이경필도 연루되어, 시즌 아웃되었다. 이후 이경필은 복귀 후에 1승 2패에 그치고 2007년 한국시리즈 이후 방출되어서, 은퇴 후 현재는 천하무적 야구단의 코치로 활동하고 있다. 서승화와의 사건으로 부상을 당했던 윤재국은 설상가상으로 비리까지 얽히면서 2004년을 완전히 접고 복귀 후 한화 이글스에 트레이드되었다. 트레이드를 반복했던 임재철도 두산으로 오자마자 병역비리에 연루되어 공익근무요원으로 복무했고 소집 해제 이후 두산에 정착했다. 베테랑들이 대거 연루되는 바람에 두산은 2005년 시즌 개막 전 최하위권으로 예상되기도 했다..

### 삼성 라이온즈
비리 대상자 중 불펜진이 많아서, 출장 정지 처분 이후 한국시리즈 때까지 불펜 및 배터리 운용에 크게 어려움을 겪었다. 거기에 당시 배터리 코치였던 전종화 코치도 브로커를 소개시켰던 혐의가 드러나 조사를 받았고, 불구속 처리되었다. 박정환은 성동구치소 출소 후 받은 재검에서 완전히 면제 판정을 받았으나, 공백 기간으로 부진하여 2007년을 끝으로 삼성에서 방출당했다. 이후 김성근 감독의 부름을 받고 SK 와이번스로 이적하여 대타로 주로 나서고 있다. 김현수와 오상민은 이후 삼성에서 방출당하고 각각 두산, LG로 이적했다. 이정호는 박진만이 자유계약선수로 이적할 때 보상 선수로 지명되어 삼성에서 떠난 후 공익근무요원으로 복무했다. 대구고등학교를 졸업하고 2003년 1차 지명으로 입단한 좌완 투수 김형근은 1군 무대에 서 보지도 못하고 연루되어 전력 외로 이탈한 후, 일본 독립 리그에 진출했다. 윤성환과 정현욱, 현재윤은 소집 해제 이후 팀의 새로운 중심이 되었다. 특히 윤성환은 삼성의 새로운 에이스가 되었다. 곽동훈은 지명 후 병역비리 사실이 드러나 삭감된 계약금에 입단했으며, 곧바로 복무해야 했다. 지승민은 소집 해제 전 교통사고를 당해 방출 통보를 받고 신고 선수로 새로 계약하여 잔류하다가 채상병을 상대로 두산 베어스에 트레이드되었다. 병역비리 사건이 일어난 무렵 같은 해에 삼성에서 두각을 드러냈던 투수 권오준이 해병대에서 제대했다는 사실이 알려지게 되면서 권오준이 돋보이기도 했다.

### 한화 이글스
신민기의 경우 프로 입단 전에는 대표적인 유망주였으나, 제대로 꽃피우기 전에 이 사건에 연루되고 복귀 이후에도 별 활약을 보이지 못해 2009년을 마지막으로 방출당했다. 마정길은 복귀 이후 불펜의 중심이 되었고 조규수는 복귀 후 2군을 전전하다가 2009년 11월 16일에 두산에 트레이드되었다. 한상훈은 2008년 시즌 후 공익근무요원으로 입대하여 한상훈의 자리를 이여상이 대신했고, 2011년 제대하여 좋은 활약을 펼치는 중이다. 이영우마저 이 사건에 연루되어서, 2002년 아시안 게임 우승으로 받은 병역 특례를 박탈당했다. 불펜 투수 박정진도 연루되었으며 복귀한 이후 한때 방출설이 나돌았을 정도로 부진하다가 2010년에 가까스로 예전 모습을 되찾았다.

### 롯데 자이언츠
타격진에서 김주찬과 조성환이 연루되어 투수진보다 누수가 큰 편이었다. 조성환은 이후 자수하였다. 투수 김장현은 병역비리 사건 이후 1군에 올라오지 못하고 2009년에 방출당했다. 임경완은 홀드 1위를 기록하던 중 연루되어 부산진경찰서에서 전경으로 복무했다. 이외에도 김사율, 허일상, 최기문도 연루되어서, 그렇지 않아도 최하위를 전전하였던 롯데 자이언츠는 이 사건으로 선수층이 얇아졌다.

### 현대 유니콘스
마일영과 정성훈이 연루되었지만 그 외에는 상대적으로 피해가 적은 편이었다. 정성훈도 이진영과 함께 기소유예 판결을 받았고 2006년 월드 베이스볼 클래식에서 병역 문제를 완전히 해결했다. 박장희는 복귀 후 2008년에 방출당했다. 이상열은 사건이 일어나기 전에도 홀드 상위권을 유지하고 있었으나, 소집 해제 후 크게 감각이 떨어져 서울 히어로즈로 바뀐 이후에도 1패만 기록해 2009년에 방출당했다. 그 후 LG 트윈스에 입단해 활약 중이다.

### SK 와이번스
투수보다는 타자 쪽에서 조금 손실이 있었다. 이진영은 기소유예 판결을 받았으나, 자신은 병역을 기피할 의도가 애초부터 없었다고 하여 행정 소송을 제기하기도 했으며 무죄 판결을 받았다. 이 때 SK의 리딩 히터였던 채종범은 SK에서 타격이 가장 좋았었기 때문에 SK 입장에서도 손실이 큰 편이었다. 이호준도 연루되어 공익근무요원으로 복무를 마쳤다. 복귀 후 채종범은 김강민에게 주전 자리에서 밀려 KIA 타이거즈로 트레이드되었다. 좌타자 강혁도 연루되었고 그를 영구 제명에서 풀리게 해 준 방콕 아시안 게임 우승의 병역 특례까지 박탈당했으며 복귀 이후 부진하여 2007년에 방출당했다. 2003년 롯데에서 트레이드로 온 김영수는 현역으로 입대했다. 대한민국으로 U턴한 이후에도 기대 이하였던 투수 조진호는 이 사건으로 인해 SK에서 방출당했다. 이호준, 이진영, 채종범, 강혁, 김영수 외 SK에서 병역 비리에 연루되었던 선수들은 모두 방출당했다.

### KIA 타이거즈
유동훈은 구속되었다가 풀려난 후 공익근무요원으로 군 복무를 마치고 KIA의 핵심 불펜이 되었다. 이현곤은 갑상선 질환으로 의병 제대했다. KIA 타이거즈는 상대적으로 피해가 적었으나, 이듬해 최하위로 시즌을 마치고 만다.

### 그 외
그 당시 현역으로 뛰었던 선수들 이외에도 몇몇 선수들이 적발되었다. 이미 두산 베어스에 지명되었던 박종섭은 한양대학교 재학 시절에 이 사건에 연루되어 구속되었고, 미국 마이너 리그에서 활동하였던 정성기도 연루되어 강제로 귀국, 현역으로 복무를 마치고 다시 도미했다.